# آلکساندرا گینتروفسکا
آلکساندرا گینتروفسکا (به لهستانی: Aleksandra Gintrowska) بازیگر و خواننده اهل لهستان است.
او دانش‌آموختهٔ کارشناسی «نمایشنامه و خوانندگی اپرا» در دانشگاه کینگستون است.
از فیلم‌ها یا مجموعه‌های تلویزیونی که وی در آن‌ها نقش داشته است، می‌توان به ع چون عشق و عشق اول اشاره نمود.